# Storstockholm
Storstockholm eller Stor-Stockholm er navnet på storbyregionen som omfatter kommunen Stockholm med de omliggende kommuner. I Storstockholm indgår alle kommuner i Stockholms län. Før 2005 var kommunerne Norrtälje, Nykvarn, Södertälje og Nynäshamn ikke en del af storbyregionen. Begrebet bruges indimellem fejlagtigt kun om byen Stockholm.

## Regionen
Storstockholm som region bruges ofte til statistiske formål, og i dag bor der omkring 2.385.643 mennesker i området (2020). Det er den største storbyregionen i Sverige, fulgt af Storgöteborg og Stormalmö.
Storstockholm er Sveriges administrative centrum – både riksdagen, regeringen og kongehuset har hjemme i regionen. Storstockholm har tætte forbindelser med tog og fly. Sveriges største lufthavn, Arlanda, ligger i regionen. Bromma lufthavn og Stockholm C er også vigtige trafikknudepunkter.

## Storstockholm og Storkøbenhavn, forskellige definitioner
Statistikker vedrørende Storstockholm kan give et misforståeligt indtryk af storbyen Stockholms størrelse i sammenligning med andre tilsvarende storbyer i Europa, i hvert fald Storkøbenhavn: Det tidligere HT-område har 700 indbyggere/km2 (se Hovedstadsregionen), mens Storstockholm kun har 366 indbyggere/km2. En lignende definition på begrebet "Storkøbenhavn" kunne inkludere det meste af Sjælland (7.031 km²) og hele Amager (96 km²), hvorved Københavns metropolområde ville komme op på et tilsvarende befolkningstal (cirka 2,3 millioner indbyggere) og befolkningstæthed (cirka 323 per km2). Den nordligste og arealmæssigt største af kommunerne, Norrtälje, har kun 31 indbyggere/km2.